# Cheung Chit Un
Geofredo de Sousa Cheung Chit Un (chiń. trad. 張哲源; pinyin Zhāng Zhéyuán; ur. 18 maja 1979 w Makau) – piłkarz z Makau występujący na pozycji pomocnika. Zawodnik klubu CD Monte Carlo. 

## Kariera klubowa
Karierę klubową Cheung rozpoczął w sezonie 1999-2000 w CD Monte Carlo, w którym grał do sezonu 2007–2008. W tym czasie zdobył cztery tytuły mistrza kraju. W sezonie 2008–2009 reprezentował klub CD Lam Pak, z którym także zdobył tytuł mistrzowski. W 2009 roku, Cheung powrócił do swojego macierzystego klubu w którym gra do dzisiaj; jednak po powrocie do klubu, nie zdobył żadnego tytułu mistrzowskiego.

## Kariera reprezentacyjna
Cheung rozegrał 22 międzynarodowe spotkania, w których strzelił trzy gole.